# Куцеба
Куцеба — хутор в Перелюбском районе Саратовской области в составе  Натальиноярского муниципального образования.

## География
Находится на расстоянии примерно 23 километров по прямой на восток-юго-восток от районного центра села Перелюб.

## История
Основан  в 1899 году, назван по фамилии основателя .

## Население
Постоянное население составляло 76 человек в 2002 году (русские 45%, казахи 49%) ,  53 в 2010 году.